# Єпурень (Дуда-Єпурень, Васлуй)
Єпурень, Єпурені (рум. Epureni) — село у повіті Васлуй в Румунії. Адміністративний центр комуни Дуда-Єпурень.
Село розташоване на відстані 294 км на північний схід від Бухареста, 24 км на схід від Васлуя, 60 км на південний схід від Ясс, 142 км на північ від Галаца.

## Населення
За даними перепису населення 2002 року у селі проживали 1636 осіб, усі — румуни. Усі жителі села рідною мовою назвали румунську.